# Logania distanti
Logania distanti är en fjärilsart som beskrevs av Semper 1889. Logania distanti ingår i släktet Logania och familjen juvelvingar. Inga underarter finns listade i Catalogue of Life.